# Wetzsteinberg

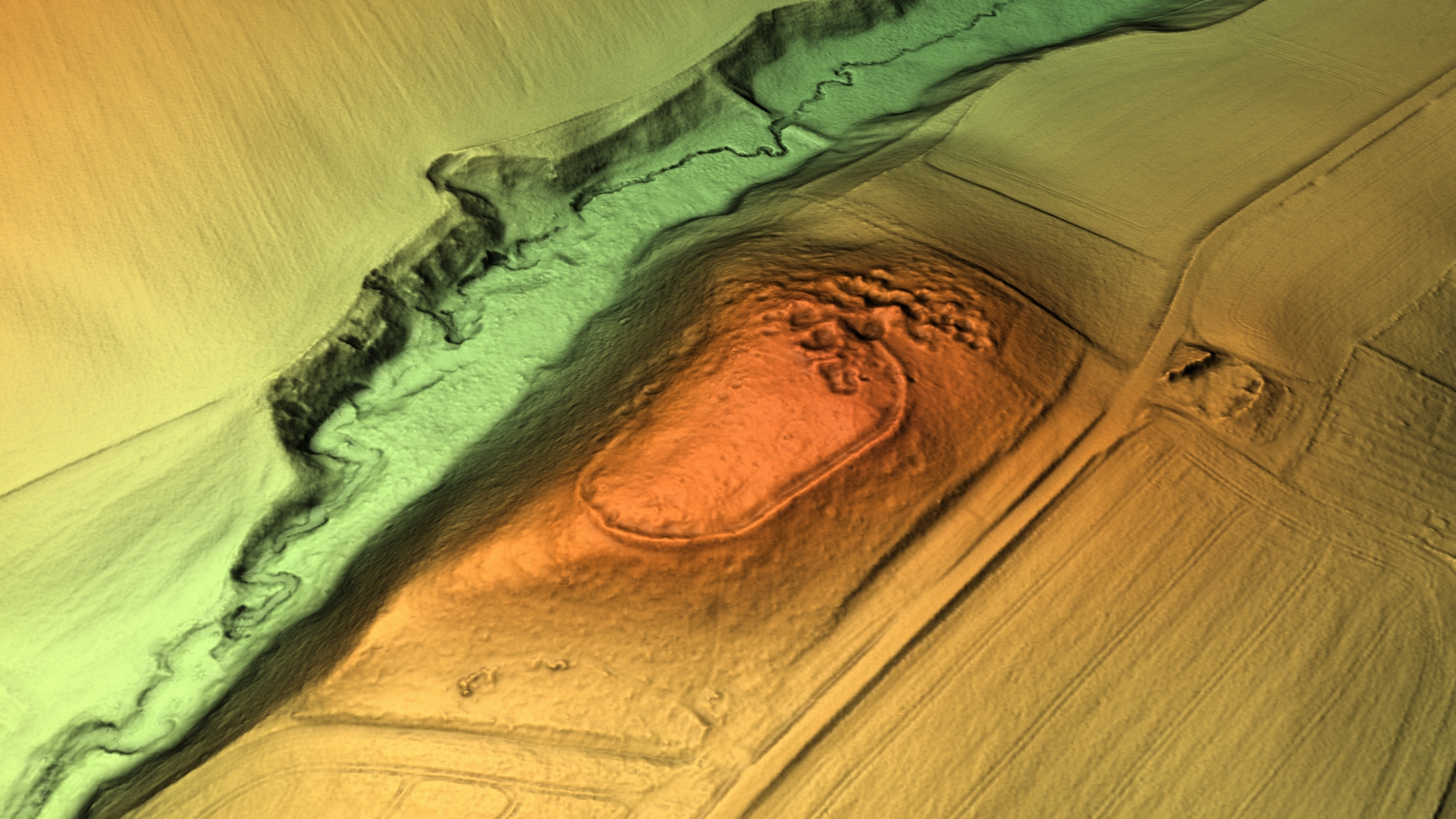
3D-Ansicht des digitalen Geländemodells

Der Wetzsteinberg bei Doberenz (Gemeinde Königsfeld (Sachsen), Landkreis Mittelsachsen) ist eine slawische Höhenburg mit Ringwallanlage.

## Beschreibung der Anlage
Der Wetzsteinberg befindet sich direkt an der B 107, 900 m nordöstlich von Doberenz. Die Anlage befindet sich auf einem bewaldeten, natürlichen Bergsporn, der von der Bundesstraße aus in Richtung Nordwesten flach ansteigt, ein Plateau bildet und zum Erlsbach hin steil abfällt. Der etwa zu zwei Dritteln geschlossene Ringwall umschließt ein ovales Gebiet von etwa 100 × 50 m und ist nicht besonders hoch. Am Nordteil des Ringwalls ist das Gelände auffällig durch Gruben und Hügel geformt.
Am 31. März 1959 wurde das Areal als Bodendenkmal eingetragen.